# Purwotani
Purwotani is een bestuurslaag in het regentschap Lampung Selatan van de provincie Lampung, Indonesië. Purwotani telt 2.216 inwoners (volkstelling 2010).